# セイロンスグリ
セイロンスグリ(Ceylon gooseberry)またはケテンビラ(Ketembilla)は、スリランカ及びインド南部が原産のヤナギ科セイロンスグリ属の植物である。果実は、生のまま食べたり、ジャムにする。とげのない品種や果実の大きい品種が作られている。
トロピカルアプリコットは、セイロンスグリとDovyalis abyssinicaの雑種で、1953年にフロリダ州で開発され、果実を取るために栽培されている。

## 概要
高さ6mになる低木または小さな木で、葉腋に3-6cmの鋭いとげがある。葉は互生で、長さ5-10cm、幅1-3cmの幅広の披針形である。全体的に、縁には細かい歯がある。
花は目立たず、単独（雌花）または散房（雄花）で、花弁はない。雌雄異株で、雄花と雌花を別個体の植物が持つが、単為生殖する雌株もある。
果実は食用で、直径2-3cmの深紫色の球果である。果汁が多くて酸味があり、いくつかの小さな種子を含む。酸味が強いため、通常は生では食べない。皮を剥くことで、酸味が和らいで口当たりがよくなる。
これらの植物は種子のほか、取り木によって増える。種子から育てた場合、3年程度で花が咲き、受粉に成功すると結実する。取り木から育てた場合、種子からのものよりとげが少なく、成長や花が咲くまでの期間が早い。一度根付くと活発に成長する。

## ギャラリー

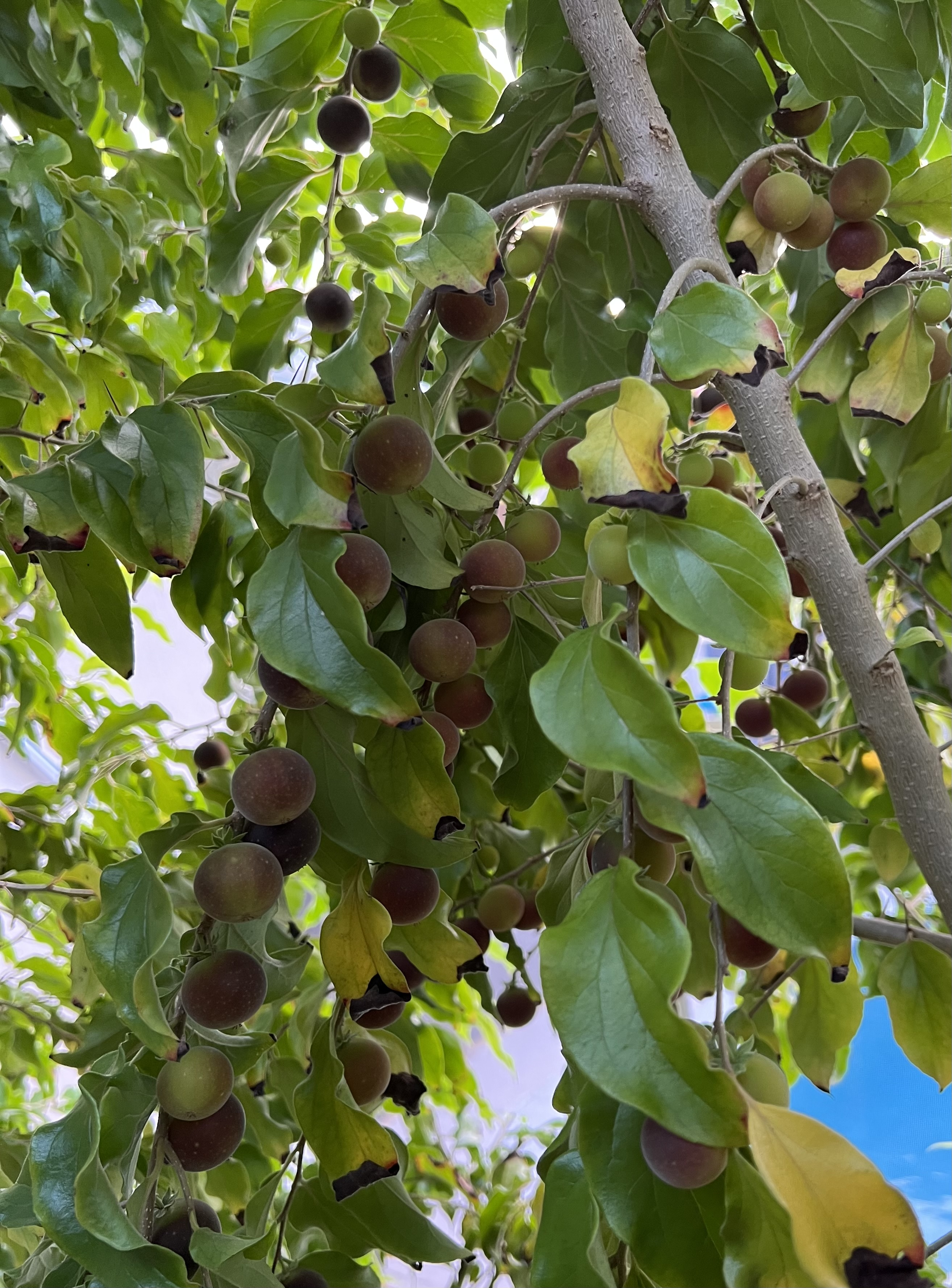
セイロンスグリ
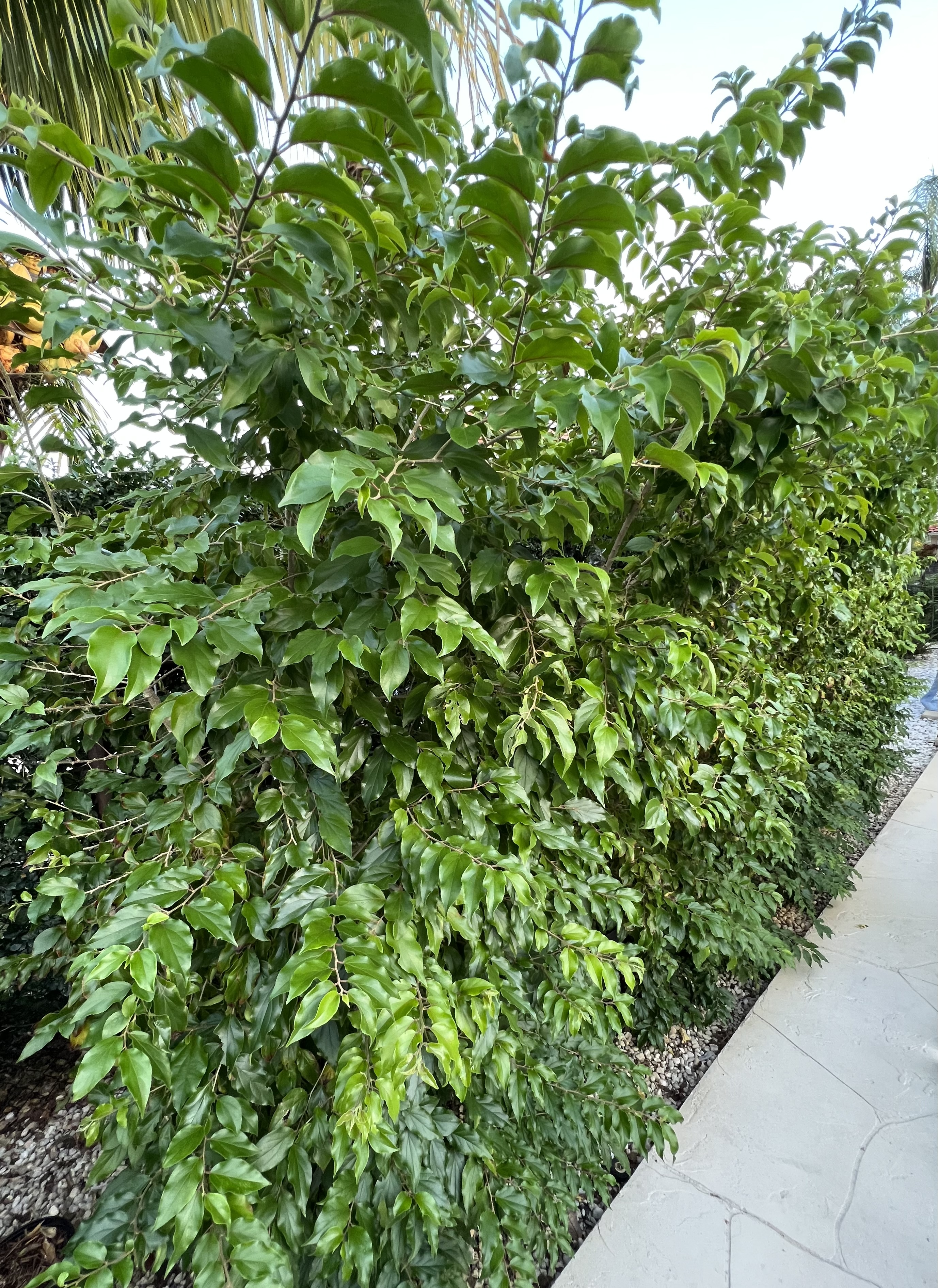
セイロンスグリの生垣
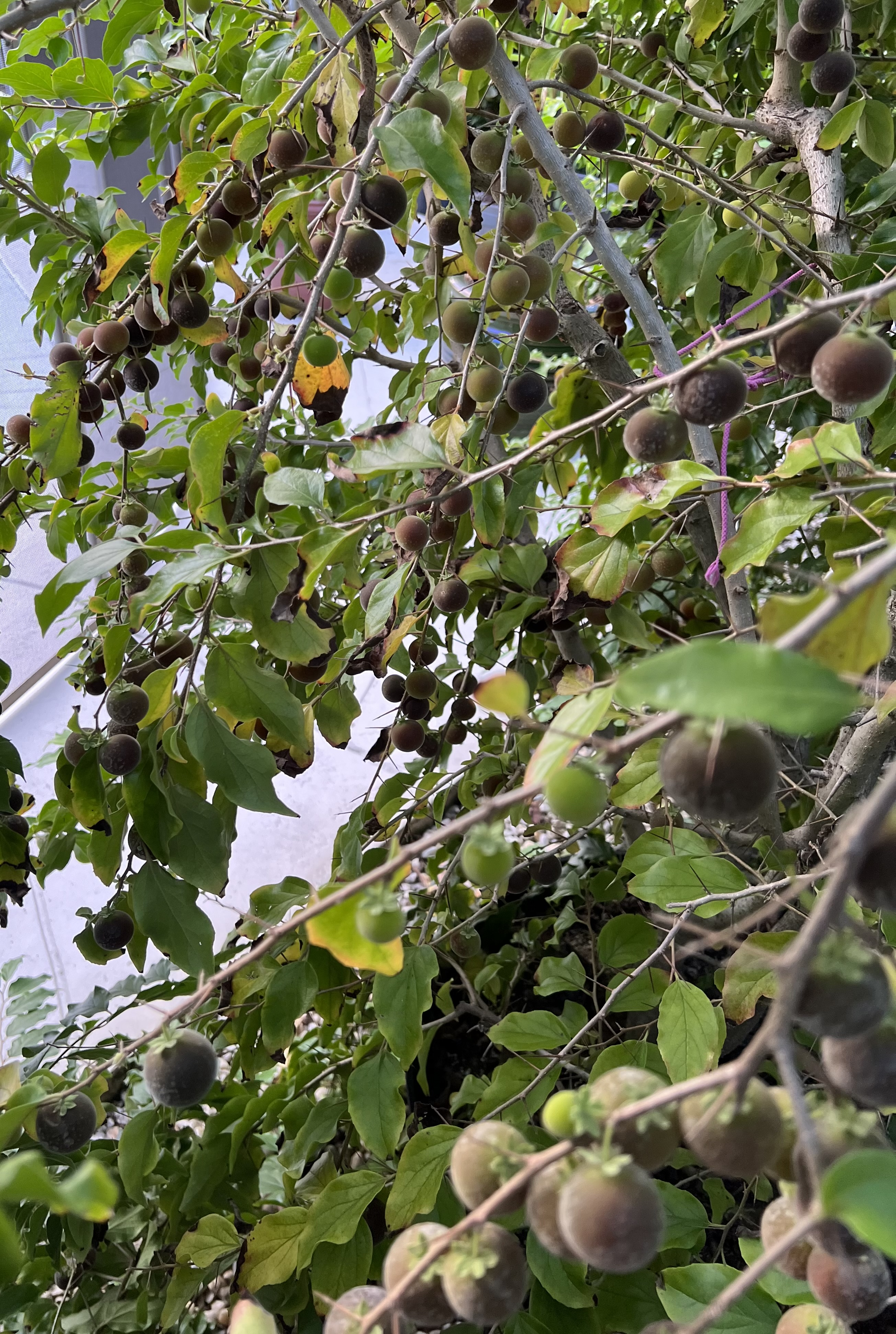
セイロンスグリの果実